# Biórków Mały
Biórków Mały – wieś w Polsce położona w województwie małopolskim, w powiecie proszowickim, w gminie Koniusza.
W latach 1975–1998 miejscowość administracyjnie należała do województwa krakowskiego.
Integralna część miejscowości: Wiktoryjka.

## Historia
Biórków Mały powstał z poplebańskich gruntów Biórkowa Wielkiego w 1868 roku. Wieś wówczas była określana jako Birkowski Wysiółek o powierzchni około 61 mórg, liczyła 11 domów, w których mieszkało 70 osób. Należał wówczas do powiatu miechowskiego, gmina Wierzbno par. Birków.
26 maja 1988 r. została założona Ochotnicza Straż Pożarna w Biórkowie Małym – jednostka otrzymała osobowość prawną. 22 października 1995 r. oddano do użytku Dom Strażaka (remizę).